# Ramal CC1 del Ferrocarril Belgrano
El Ramal CC1 pertenece al Ferrocarril General Belgrano, Argentina.

## Ubicación
Se ubica en la provincia de Ciudad Autónoma de Buenos Aires, uniendo el puerto de la ciudad de Buenos Aires con el empalme con el ramal principal CC, detrás de la estación Saldías.

## Características
Es un ramal industrial/cargas de la red de trocha angosta del Ferrocarril General Belgrano, cuya extensión es de 8 km entre las estaciones del puerto de Buenos Aires y la Saldías.
Sus vías se encuentran bajo operación de la empresa estatal Trenes Argentinos Cargas.